# Digitaria hololeuca
Digitaria hololeuca är en gräsart som beskrevs av Johannes Jan Theodoor Henrard. Digitaria hololeuca ingår i släktet fingerhirser, och familjen gräs. Inga underarter finns listade i Catalogue of Life.